# Julius Schaller
Julius Schaller (* 13. Juli 1810 in Magdeburg; † 21. Juni 1868 in Carlsfeld bei Brehna) war ein deutscher Professor der Philosophie und Schriftsteller. Er wird zu den Althegelianern gezählt.

## Leben
Schaller war Sohn eines Predigers in Magdeburg. Er absolvierte in Magdeburg das Domgymnasium und studierte ab 1819 in Halle (Saale) zunächst  Theologie, wechselte aber zur Philosophie. Im Jahr 1834 wurde er an der Universität Halle Dozent für Philosophie, ab 1838 bekleidete er daselbst eine außerordentliche und ab 1861 eine ordentliche Professur für Philosophie. Ein Jahr vor seinem Tod erkrankte er an einer „Gemütskrankheit“.
Er starb an einer Lungenentzündung.
Schallers philosophische Ausrichtung wird dem Hegelianismus zugezählt, den er gegen verschiedene Angriffe verteidigt hatte. Er nahm „eine Mittelstellung zwischen der Linken und Rechten der Hegelschen Schule ein“, doch „mit seltener Meisterschaft verstand er [es], an den verschiedensten Gegenständen die Einheit seiner Weltanschauung durchscheinen zu lassen, ohne die Form des Systems hervorzukehren“.  Ab den 1850er Jahren hat seine Publizistik eine Entwicklung genommen, in welcher „kaum noch Spuren der dem Hegel'schen System eigenen Art des Philosophierens zu finden sind“.
Schallers beide frühesten Werke, Die Philosophie unserer Zeit (1837) und Der historische Christus und die Philosophie (1838) waren Auseinandersetzungen mit David Friedrich Strauß gewidmet, später konzentrierte er sich auf Kontroversen mit den Materialisten Carl Vogt und Jakob Moleschott, denen einige Werke der 1850er Jahre gewidmet sind. Ab 1850 gab er gemeinsam mit Christian Gottfried Giebel die populärwissenschaftliche Zeitschrift Weltall heraus.

## Werke
- Die Philosophie unserer Zeit: zur Apologie und Erläuterung des Hegelschen Systems, Leipzig 1837.
- Der historische Christus und die Philosophie, Leipzig 1838.
- Vorlesungen über Schleiermacher Halle 1844.
- Darstellung und Kritik der Philosophie Ludwig Feuerbachs Leipzig 1845.
- Die Geschichte der Naturphilosophie von Baco von Verulam bis auf unsere Zeit. Band 1: Leipzig 1841;  Band 2: Halle 1844.
- Briefe über A. v. Humboldts Kosmos: Ein Commentar zu diesem Werke für gebildete Laien., Leipzig 1848–1860 (vier Bände in verschiedenen Teillieferungen).
- Die Phrenologie in ihren Grundzügen und nach ihrem Werthe, Leipzig 1851.
- Leib und Seele: zur Aufklärung über „Köhlerglauben und Wissenschaft“, Weimar 1855.
- Psychologie. Das Seelenleben des Menschen, Band 1: Weimar 1860 (nur Band 1 erschienen).
- Das Spiel und die Spiele: Ein Beitrag zur Psychologie und Pädagogik wie zum Verständnis des geselligen Lebens, Weimar 1861.